# Regla dels 18 electrons
La regla dels 18 electrons és una regla aplicada bàsicament a la química organometàl·lica dels metalls de transició i que permet predir l'estabilitat i la reactivitat dels complexos que formen. És una regla anàloga a la regla de l'octet usada amb els elements dels grups principals, però en aquest cas s'omplen els 5 orbitals d (10 e-), els 3 orbitals p (6 e-) i l'orbital s (2 e-), que fan un total de 18 e- (d¹⁰s²p⁶), d'aquesta manera aconsegueixen una configuració com la d'un gas noble.

## Aplicació de la Regla dels 18 e-
Tenim 3 casos possibles que es poden donar en compostos entre metalls de transició i els lligands:
- Elements de la 1a sèrie de transició amb lligands σ-donadors i σ,π-donadors. En aquest cas el primer orbital antienllaçant té una energia prou baixa perquè s'ompli amb facilitat. A més, aquests lligands estabilitzen estats d'oxidació alts. Per aquesta raó aquests complexos varien entre 12 i 22 e-.

- Elements de la 2a i 3a sèrie de transició amb lligands σ-donadors i σ,π-donadors. En aquests, el primer orbital antienllaçant és molt més energètic, per aquesta raó no s'omple mai. Com hem dit abans aquests lligands estabilitzen estats d'oxidació alts, d'aquesta manera els complexos varien entre 12 i 18 e-.

- Elements de transició amb lligands π-acceptors. En aquest cas el primer orbital antienllaçant també té una energia molt elevada, de manera que no s'omplirà mai, i aquests complexos no passaran mai dels 18 e-. Els lligands π-acceptors estabilitzen els estats d'oxidació baixos. Així que la majoria de compostos tindran 18 e-, amb algunes excepcions. En aquest cas és on es troben els compostos organometàl·lics i és on és més aplicable la regla dels 18 e-.

## Excepcions de la regla
- Degudes a la geometria del complex:
- Complexos pla-quadrats amb configuració electrònica d8. Ex: [PtCl₂(PR₃)₂] (16 e-)
- Complexos lineals amb configuració electrònica d¹⁰. Ex: [AuCl(PR₃)] (14 e-)

- Degudes a la configuració electrònica del metall i efectes estèrics:
- Metalls amb pocs electrons de valència que necessitarien un nombre de lligands excessiu a l'esfera de coordinació per arribar a 18 e-. Ex: Ti(CH₂Ph)₄ (8e-), [V(CO)⁶] (17 e-)
- Metalls rics amb electrons, en estat d'oxidació baix i amb lligands relativament poc π-acceptors i/o molt voluminosos. Ex: [Pt(PPh₃)₃] (16 e-)

- Els elements dels grups 3, 4, 5, 9, 10 i 11 formen força compostos amb 16 e- o per sota dels 16 e-. En canvi els dels grups 6, 7 i 8 compleixen la regla dels 18 electrons gairebé sempre.

## Contatge d'electrons
Hi ha dos models per contar els electrons d'un compost, tots dos vàlids per igual:
- Model covalent:
- Considera tots els enllaços metall-lligand com a covalents.
- El metall té tots els seus electrons de valència.
- Els lligands aniònics es compten com radicals, donant 1 e-. Ex: Cl-
- Els neutres donen un parell d'electrons. Ex: CO
- Cal sumar la càrrega del complex. La càrrega (-) afegeix un e-, la càrrega (+) es treu un e-.

- Model iònic:
- Considera tots els enllaços metall-lligand com a iònics.
- El metall té els electrons corresponents al seu estat d'oxidació.
- Els lligands aniònics es compten com anions, donant 2 e-. Ex: Cl-
- Els neutres donen un parell d'electrons. Ex: CO
- No cal sumar la càrrega del complex.

| Lligand                                                        | Càrrega | M. covalent | M. iònic |
| H-, Me-, Ph-, halur, acil, CN-, RO-, RS-, η¹-al·lil, η¹-acetat | -1      | 1           | 2        |
| CN, NH₃, C₂H₄, PR₃, CR₂, CNR                                   | 0       | 2           | 2        |
| O2-                                                            | -2      | 2           | 4        |
| η3-al·lil, η²-acetat                                           | -1      | 3           | 4        |
| NO+                                                            | +1      | 3           | 2        |
| η4-butadiè                                                     | 0       | 4           | 4        |
| η⁵-ciclopentadiè                                               | -1      | 5           | 6        |
| η⁶-benzè                                                       | 0       | 6           | 6        |

### Exemples

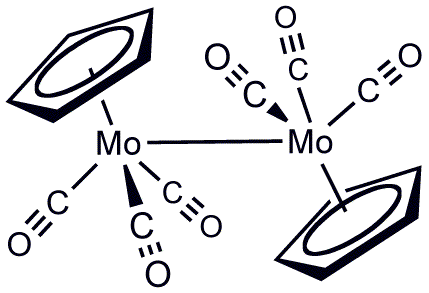
Exemple 1

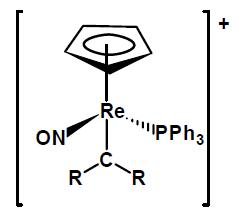
Exemple 2

Exemple 1:
Model covalent: (cada Molibdè)
C₅H₅ → 5 e-
3 x CO → 6 e-
Enllaç Mo-Mo → 1 e-
Mo → 6 e-
Total: 18 e-
Model iònic: (cada Molibdè)
C₅H₅- → 6 e-
3 x CO → 6 e-
Enllaç Mo-Mo → 1 e-
Mo+ → 5 e-
Total: 18 e-
Exemple 2:
Model covalent: (cada Molibdè)
C₅H₅ → 5 e-
NO → 3 e-
R₂C → 2 e-
PPh₃ → 2 e-
Re → 7 e-
(+) → -1 e-
Total: 18 e-
Model iònic: (cada Molibdè)
C₅H₅- → 6 e-
NO+ → 2 e-
R₂C → 2 e-
PPh₃ → 2 e-
Re+ → 6 e-
Total: 18 e-